# Partit Comunista d'Egipte

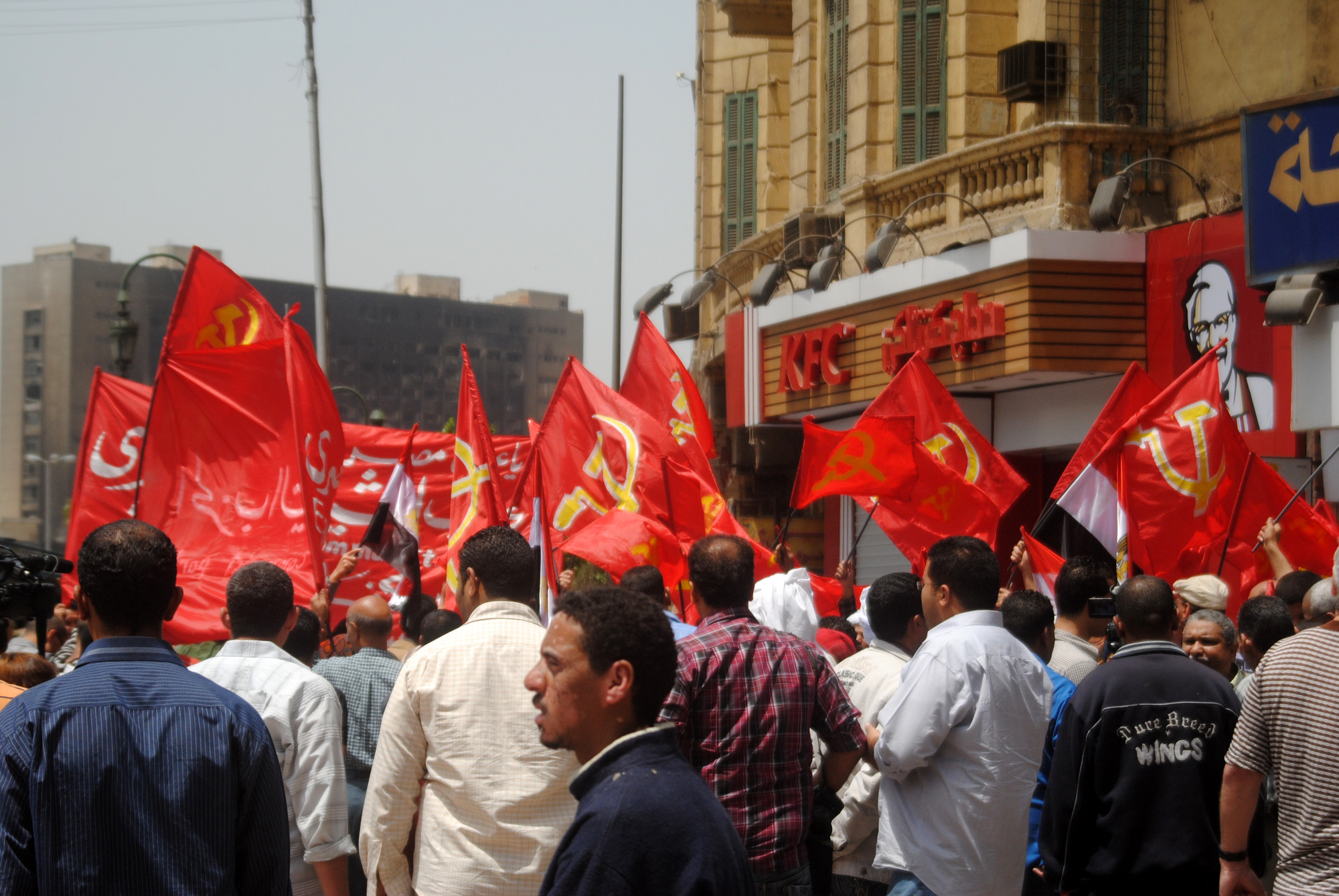
Banderes del Partit Comunista Egipci en la Plaza Tahrir.

El Partit Comunista d'Egipte (àrab: الحزب الشيوعي المصري, al-Ḥizb ax-Xuyūʿī al-Miṣrī) és un partit comunista d'Egipte. El partit va ser creat l'any 1975 per alguns membres de l'antic Partit Comunista Egipci. Sota els règims dels presidents Anwar Sadat i Hosni Mubarak el nou P.C. d'Egipte es va enfrontar a la repressió estatal, i se li va prohibir participar en les eleccions. El Partit, no obstant això, va continuar operant en la clandestinitat fins al derrocament de Mubarak en 2011. Des de llavors, els comunistes egipcis s'han involucrat en la mobilització dels treballadors. El 10 de maig de 2011 el Partit Comunista d'Egipte va acordar incorporar-se juntament amb altres quatre partits d'esquerra en un front socialista anomenat Coalició de Forces Socialistes.